# Великий Чак, маленький Чак
Великий Чак, маленький Чак (англ. Big Chuck, Little Chuck) — американська комедія режисера Байрона Квізенберрі.

## Сюжет
Це історія про дресирувальника Генка О'Гару і його двох собак, великого Чака і маленького Чака. Внучка Генка приїжджає погостювати, і до неї прив'язується маленький Чак. Протягом усього фільму ми спостерігаємо, як готують собак для зйомок фільмів.

## У ролях
- Майк Морофф — доктор Монтойя
- Енн Локхарт — міс Коннорс
- Брент Девіс — режисер
- Боб Хевіс — Джим
- Пітер Браун — Генк О'Гара
- Tonjua Swann — Патриція
- Зоі Келлер — Карлі Сіммонс
- Скотт Бейлі — Роббі Вільямс
- Даніель Рейн — Мері Кейт Сіммонс
- Пеггі Стюарт — Ліз
- Майф Наттер — Coop
- Том Шульц — Вілл Гендерсон
- Роберт Ф. Гой — Роберт Гой
- Джек Вільямс — Джек Вільямс
- Джейсон Ньюман — Томас
- Генк Каліа — Сем
- Гено Гізеллі — Ден
- Сем Малуф — грабіжник
- Кевін Квізенберрі — офіцер Вуді
- Джон Новак — офіцер Сміт
- Джефф Сні — продавець
- Боб Даймонд — комерційний директор
- Кевін Вайтакер — асистент
- Раян Янг — Роберт Рейнберг
- Ейпріл Вейд — Венді Норвуд
- Джеремі Лукас — Арні — Чужинець
- Ронні Лью — помічник директора
- Мартін Коув — Клоун / Мартін Кові
- Тоні Брубейкер — Тоні Брубейкер
- Ель Тревіс — подруга Роббі
- Роберт Вейланд — Crafts Service
- Роберт Елліотт — Фредді
- Шон Квізенберрі — член команди
- Лілліен Берд — Мелісса
- Веслі Скотт — Ерік
- Ківа Лоуренс — леді на прем'єрі
- Карлайл Тейлор — Autograph Fan
- Зейн Тейлор — Autograph Fan